# Коммандо 52 (Конго)
Коммандо 52 — подразделение наёмников времён Конголезского кризиса 1960-х. Один из взводов «Коммандо 5». В отряде служили бойцы разных национальностей, но известность он получил за счёт наёмников из Западной Германии.

## История
21 августа 1964 года в Республику Конго прибывают первые наёмники, которых власти призывали помочь с подавлением восстания Симба. Среди них был немец Зигфрид Мюллер, ветеран Второй мировой. С ними было ещё 4-5 его соотечественников, в том числе Бернд Кёлерт и Вальтер Нестлер.
С самого начале они сильно отличались от остальных иностранных боевиков не только поведением и манерой держаться, но и своим внешним видом. Например, Кёлерт выделялся среди других своим бордовым беретом с кокардой в виде руки Святого Михаила.
В первой операции («Watch Chain») Кёлерт и Нестлер погибли. Неожиданно газеты и журналы распространили новость, что один с офицеров наёмников открыто носит гитлеровскую награду — Железный крест со свастикой. Этим человеком был Мюллер.
Вечером 8 сентября немцу поручили создать взвод «Коммандо 52». Мюллер спросил своего начальника Майка Хоара, каких людей яму набрать. Тот сказал, что можно набирать кого он хочет, но посоветовал взять соотечественников. Так, например, в отряд вошли Фриц Кёттерич, Хайнц Веттенгель и Петер Крумме. В подразделение Мюллера набрано 50 человек, в основным бывшие бойцы ВДВ. Отряд был разделён на четыре группы.

## Боевой путь
В полдень 9 сентября Мюллер переправился с 39 своими наёмниками на самолёте в Леопольдвиль, где началась операция «Тшуапа». Первоначальной задачей «Коммандо 52» было захватить Кокийявиль. Наперекор ожиданиям, иностранные боевики не встретили сопротивления после приземления в местным аэропорте, так как повстанцы находились в Баэнде, в 600 км от его, на реке Тшуапа, притоке Конго. Несмотря на недостаточное оснащение, отряд начал продвижение в сторону противника.
19 сентября бойцы атаковали город, но были отбиты. Мюллер отступил в местечко Бикили. Здесь иностранцы вели тяжёлые оборонительные бои, после которых развернули успешное наступление, взяв Баэнде (24 октября) и Икела (6 ноября). В ходе своей операции наёмники освободили большое количество белых заложников. После этого Мюллера назначили командиром базы Камина.
После того, как отряд оставил Мюллер, ни один командир не задержался надолго. Сменив трёх руководителей, подразделение наконец возглавил бельгийский кадровый офицер майор Jennis. Совершив множество подвигов и освободив более 800 белых заложников, в основными бельгийцев, они встали лагерем в городе Паулиста. С начале 1965 года «Коммандо 52», совместно с «Коммандо 55», проводила операции у границы с Угандой и Суданом. Здесь у деревни Вава наёмники попали в засаду противника. Командир взвода Ганс фон Лиренс был ранен, но продолжил командовать отрядом. Бой длился час и окончился победой иностранцев.

## Проблемы
Взвод страдал от проблем с дисциплиной, постоянных пьянок и часто клоунского внешнего вида некоторых наёмников. «Коммандо 52» всегда воевала «где-то на отшибе», поэтому на глаза руководство подразделение попадала редко, что и обусловило бардак в отряде. Помимо того, наёмников часто обвиняли в разных преступлениях. Мюллера и его людей, и и вообще всех наёмников, СМИ винили в пытках и убийствах пленников.